# Warszawskie pożegnania
Warszawskie pożegnania (znane też jako Pożegnania warszawskie) – cykl cotygodniowych felietonów historyczno-obyczajowych, publikowany od roku 1965 do 2002 w niedzielnych wydaniach warszawskiego dziennika Życie Warszawy.
Autorem tekstów był Jerzy Kasprzycki, a towarzyszące im rysunki Warszawy były wykonane przez polskiego artystę Mariana Stępnia. Po tragicznej śmierci Mariana Stępnia (1984 r.) ilustracje do felietonu wykonywał Kazimierz Nowak.    
Felietony J. Kasprzyckiego, którym towarzyszyły rysunki Mariana Stępnia, opowiadały o powoli odchodzącej w powojenną niepamięć Warszawie, jej unikalnej tożsamości oraz pojedynczych śladach przeszłości. Głównym tematem opowieści były warszawskie dzielnice i ich mieszkańcy, poszczególne ulice, jak również konkretne, ocalałe budynki przedwojennej Warszawy. 
Zbiór felietonów wraz z rysunkami historycznej Warszawy został także wydany w formie książek - „Pożegnania warszawskie” (wydane w roku 1971) oraz „Warszawskie pożegnania” (wydane w 1982 i 1986 roku).